# Казе Валероза (Пескара)
Казе Валероза (итал. Case Vallerosa) је насеље у Италији у округу Пескара, региону Абруцо.
Према процени из 2011. у насељу је живело 42 становника. Насеље се налази на надморској висини од 144 м.